# Pete Sampras
Vous lisez un « bon article » labellisé en 2010.
« Sampras » redirige ici. Pour les autres significations, voir Sampras (homonymie).
Petros Sampras, dit Pete Sampras, né le 12 août 1971 à Washington, est un joueur de tennis américain. 
Professionnel de 1988 à 2002, il a remporté 64 titres en simple sur le circuit ATP, dont 21 titres majeurs, incluant 14 tournois du Grand Chelem, 5 Masters, et 2 Coupes du Grand Chelem. 
Ayant achevé six saisons au premier rang mondial entre 1993 et 1998, ce chiffre constitue un record dans l'ère Open jusqu'à ce qu'il soit dépassé par le Serbe Novak Djokovic en 2021 (8). Il a occupé la place de numéro un pendant un total de 286 semaines ce qui le situe en troisième position derrière Novak Djokovic et Roger Federer. Il s'est particulièrement illustré à Wimbledon, où il a remporté tout comme William Renshaw et Novak Djokovic sept titres, ce qui a constitué un record jusqu'en 2017 et la huitième victoire de Roger Federer. En 1992 et 1995, il remporte la Coupe Davis avec l'équipe des États-Unis, puis égale le record de cinq victoires aux Masters d'Ivan Lendl en 1999, record battu par la suite par Federer (6) et Djokovic (7). Il clôt sa carrière par une ultime victoire à l’US Open 2002, obtenue face à son meilleur rival Andre Agassi. 
Sampras pratiquait un tennis offensif basé sur le service-volée ; sa retraite coïncide avec la quasi-disparition de ce style de jeu. Malgré ses difficultés sur terre battue (il n’a ainsi jamais atteint la finale de Roland-Garros), l'ensemble de son palmarès et ses divers records le placent parmi les joueurs les plus accomplis de l'histoire du tennis. Il est membre de l'International Tennis Hall of Fame depuis 2007.

## Carrière
| Année | 1988 | 1989 | 1990 | 1991 | 1992 | 1993 | 1994 | 1995 | 1996 | 1997 | 1998 | 1999 | 2000 | 2001 | 2002 |
| Rang  | 97   | 81   | 5    | 6    | 3    | 1    | 1    | 1    | 1    | 1    | 1    | 3    | 3    | 10   | 13   |

### Jeunesse

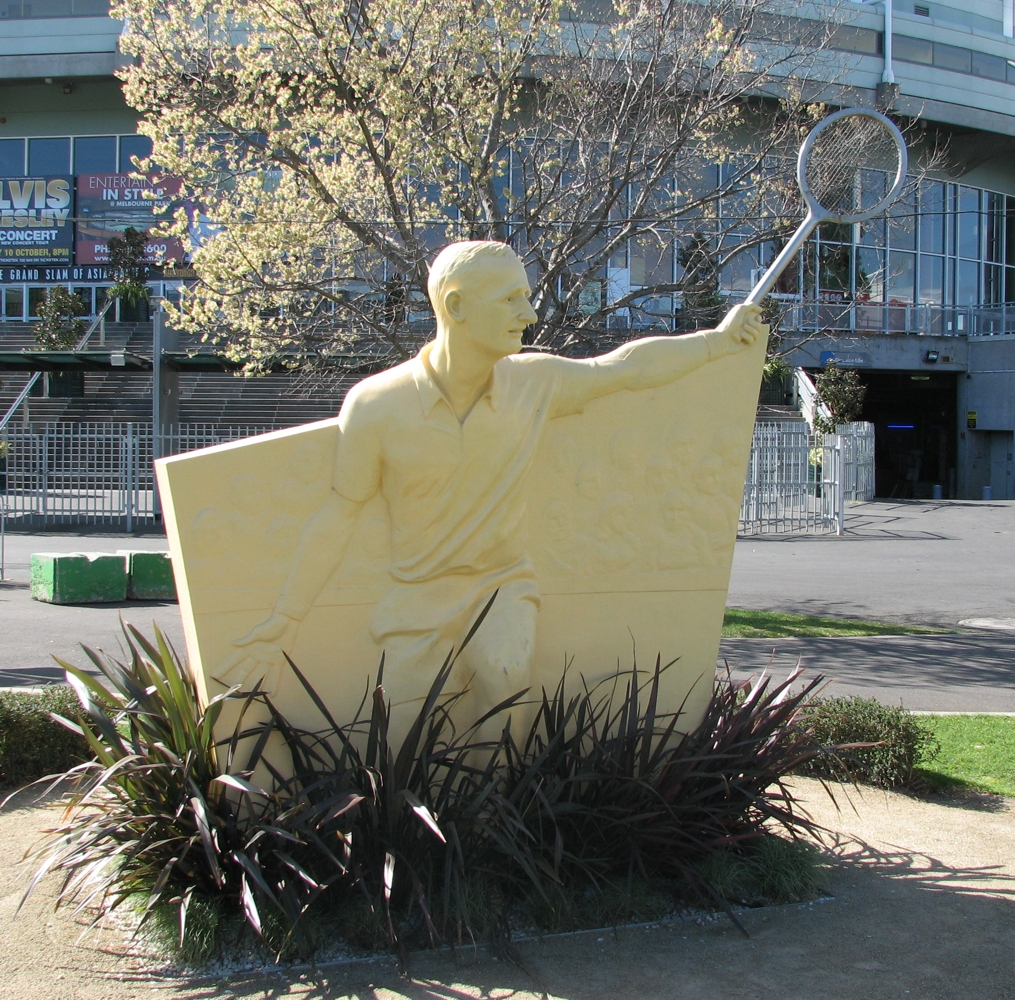
Sculpture représentant Rod Laver (Melbourne).

Pete Sámpras (Σάμπρας en grec, prononcé Sabras) est le troisième fils de Soterios Sam Sampras né aux États-Unis d'un père grec Costas Gus Sampras et d'une mère juive polonaise Sarah A. Steinberg. Il naît à Washington, D.C., mais ses parents déménagent à Palos Verdes, en Californie, alors qu’il n'a que sept ans. C’est la même année qu’il commence à jouer au tennis. Sa sœur Stella (de), née en 1969, est également initiée au tennis. Elle devient également joueuse puis entraîneuse de tennis.
Il brille de tous ses feux rapidement sur le circuit junior américain, où il côtoie une génération exceptionnelle, avec des talents comme Andre Agassi, Jim Courier, ou encore Michael Chang. Il est entraîné durant son enfance par le pédiatre et passionné de tennis Peter Fisher. Celui-ci décide de changer profondément son jeu, afin d’en faire le « nouveau Rod Laver », joueur que Sampras admire. Alors que le futur champion jouait du fond du court avec un revers à deux mains, Fischer l’oriente vers le service-volée, et lui fait adopter un revers à une main. Ce choix du revers à une main entraîne initialement une baisse de résultats pour Sampras mais devient un atout quelques années plus tard.

### Débuts

#### 1988-1990

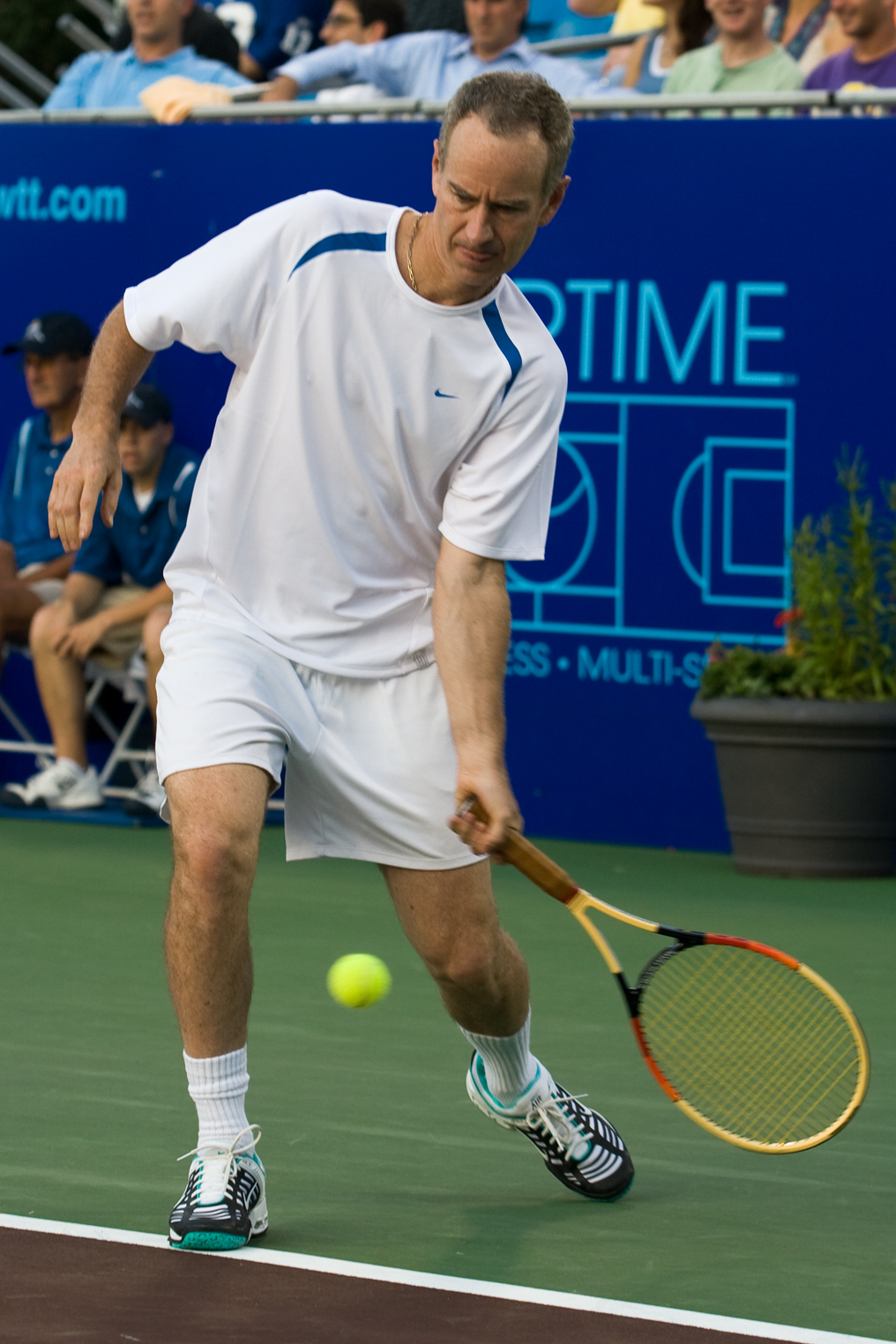
John McEnroe (2007).

Sampras commence sa carrière professionnelle en 1988. Il obtient son premier titre du Grand Chelem deux ans plus tard, à l’US Open 1990, en dominant Andre Agassi en finale. C'est le plus jeune joueur ayant jamais gagné ce tournoi.
C'est en 1988, à l’âge de seize ans, que Sampras commence sa carrière professionnelle. Il participe à son premier tournoi à Philadelphie, où il est battu d’entrée par Sammy Giammalva Jr. Son premier match en Grand Chelem est quant à lui perdu à l’US Open contre Jaime Yzaga. Néanmoins, de bons résultats à Indian Wells et au tournoi de Détroit, entre autres, lui permettent de finir l’année dans le top 100, à la 97e place mondiale, une performance rare pour un joueur si jeune.
La saison suivante est décevante pour Sampras, dont les résultats stagnent. Il parvient toutefois à remporter son premier (et un de ses deux seuls) titre en double à Rome, associé à Jim Courier. Il réalise également un coup d’éclat à l’US Open, en battant lors du deuxième tour le tenant du titre Mats Wilander ; mais cet exploit est à relativiser, dans la mesure où Wilander vivait alors une période difficile. Son parcours dans ce tournoi s’arrête en huitième de finale face à Jay Berger. C’est cette année-là qu’il se sépare de son entraineur Peter Fischer. Il achève la saison en tant que 81e au classement ATP.
Au début de 1990, Sampras remporte son premier titre ATP sur la moquette de Philadelphie face à Andrés Gómez. Après avoir sauté la saison sur terre battue, il en gagne un second à Manchester, malgré sa répugnance à jouer sur gazon ; cette désaffection se traduit ensuite par un échec au premier tour de Wimbledon.
Un bon parcours au Masters du Canada (où il est battu en demi-finale par Michael Chang, une des bêtes noires de ses débuts), et une 12e place mondiale atteinte ne suffisent pas à faire de Sampras un des favoris de l’US Open. Il réussit pourtant à battre Ivan Lendl en quart de finale (mettant du même coup fin à la série de huit finales consécutives du Tchécoslovaque à Flushing Meadow), puis à se défaire de John McEnroe. En finale, il vient facilement à bout d’Andre Agassi 6-4 6-3 6-2 pour remporter son premier titre du grand chelem. C’est le début d’une rivalité qui perdurera pendant toute sa carrière. À seulement dix-neuf ans, l’Américain devient le plus jeune joueur ayant jamais gagné ce tournoi.
La fin de saison de Sampras est assez moyenne. Pour sa première participation aux Masters, il ne passe pas les poules, insuccès qui ne se reproduira plus par la suite. Il remporte néanmoins la Coupe du Grand Chelem, une exhibition richement dotée organisée par l’ITF. Quand l’année s’achève, il est devenu le no 5 mondial.

#### 1991-1992

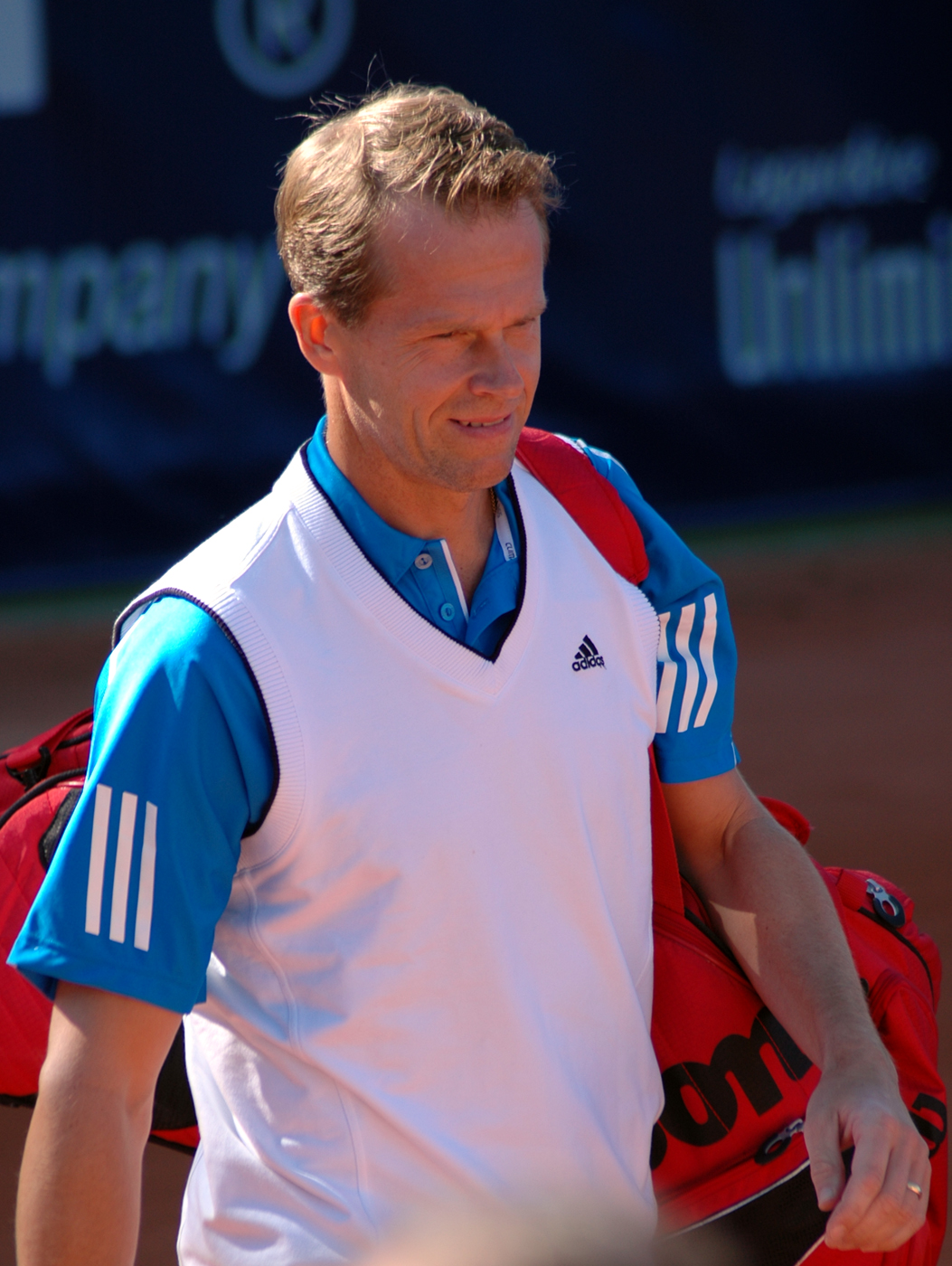
Stefan Edberg (2009).

Lors des deux saisons suivantes, Sampras a quelque peu du mal à assumer son statut parmi les favoris. Il remporte néanmoins la Master Cup 1991, ainsi que la Coupe Davis 1992 avec les États-Unis. La même année, il parvient en demi-finale de Wimbledon, où il est défait par Goran Ivanišević, et en finale de l'US Open. Il s'incline alors face à Stefan Edberg 3-6, 6-4, 7-6, 6-2. Il déclarera plus tard que ce revers lui a enseigné la haine de la défaite.
Forfait pour l’Open d’Australie, Sampras ne parvient pas à défendre ses titres au début de 1991 : il est battu à Philadelphie par Ivan Lendl, et à Manchester par Goran Ivanišević, à chaque fois en finale. À Wimbledon, il échoue prématurément comme l’année précédente. La tournée américaine est toutefois meilleure, avec des victoires à Los Angeles, à Indianapolis, et une finale à Cincinnati.
Ces bons résultats ne l’empêchent pas de perdre dès les quarts de finale de l’US Open face à Jim Courier. Après la défaite, l’Américain affirme être soulagé de ne plus avoir à supporter la pression du tenant du titre. Cette déclaration lui vaut les critiques de Courier et de Jimmy Connors. En fait, Sampras avouera plus tard ne pas avoir été assez mature à cette époque-là pour assumer son nouveau statut.
Un tournoi gagné à Lyon et une finale à Paris lui permettent d’assurer sa participation à la Masters Cup ; il la remporte en prenant sa revanche sur Jim Courier. L’année se termine toutefois sur une note négative : il provoque en grande partie la défaite de son pays en finale de la Coupe Davis en perdant ses deux simples face aux français Henri Leconte et Guy Forget. Il est no 6 à l’issue de la saison.
En 1992, après avoir une seconde fois sauté le Grand Chelem Australien à cause d’une blessure à la main, Sampras remporte en février le tournoi de Philadelphie. Sa saison sur terre battue est assez réussie, avec un quart de finale à Roland Garros (défaite contre Agassi), et un titre à Kitzbühel. En juillet, il accomplit pour la première fois une bonne performance à Wimbledon en parvenant en demi-finale, après avoir éliminé le tenant du titre Michael Stich. Il est alors défait par Goran Ivanišević.
Le mois suivant, après une brève participation aux jeux olympiques de Barcelone, il gagne le premier Masters Series de sa carrière à Cincinnati face à Ivan Lendl. Il fait dès lors partie des favoris pour remporter l’US Open. À l'issue d'un parcours difficile, il bat assez aisément en demi-finale le numéro un mondial Jim Courier. Lors de la finale face à Stefan Edberg, Sampras gagne le premier set, perd le second, puis le troisième après un tie-break serré ; il laisse alors filer la quatrième manche. Cet échec sera déterminant dans son esprit ; il le conduit à détester la défaite, et à désirer ne plus jamais connaître la sensation d’avoir abandonné un match important.
Pendant la tournée en salle, il conserve son titre à Lyon, puis échoue en demi-finale de la Masters Cup contre Jim Courier. Il participe ensuite à la victoire des États-Unis contre la Suisse en finale de la Coupe Davis en gagnant son double associé à McEnroe. Fin 1992, il est no 3, derrière Edberg et Courier.

### Domination du tennis mondial
Entre 1993 et 1998 inclus, Sampras finit à chaque fois l’année à la première place mondiale. Jusqu’en 2000, il remporte sept tournois de Wimbledon, quatre US Open et deux Open d'Australie, soit treize tournois du Grand Chelem, dépassant ainsi le record de titres en Grand Chelem de Roy Emerson.

#### 1993

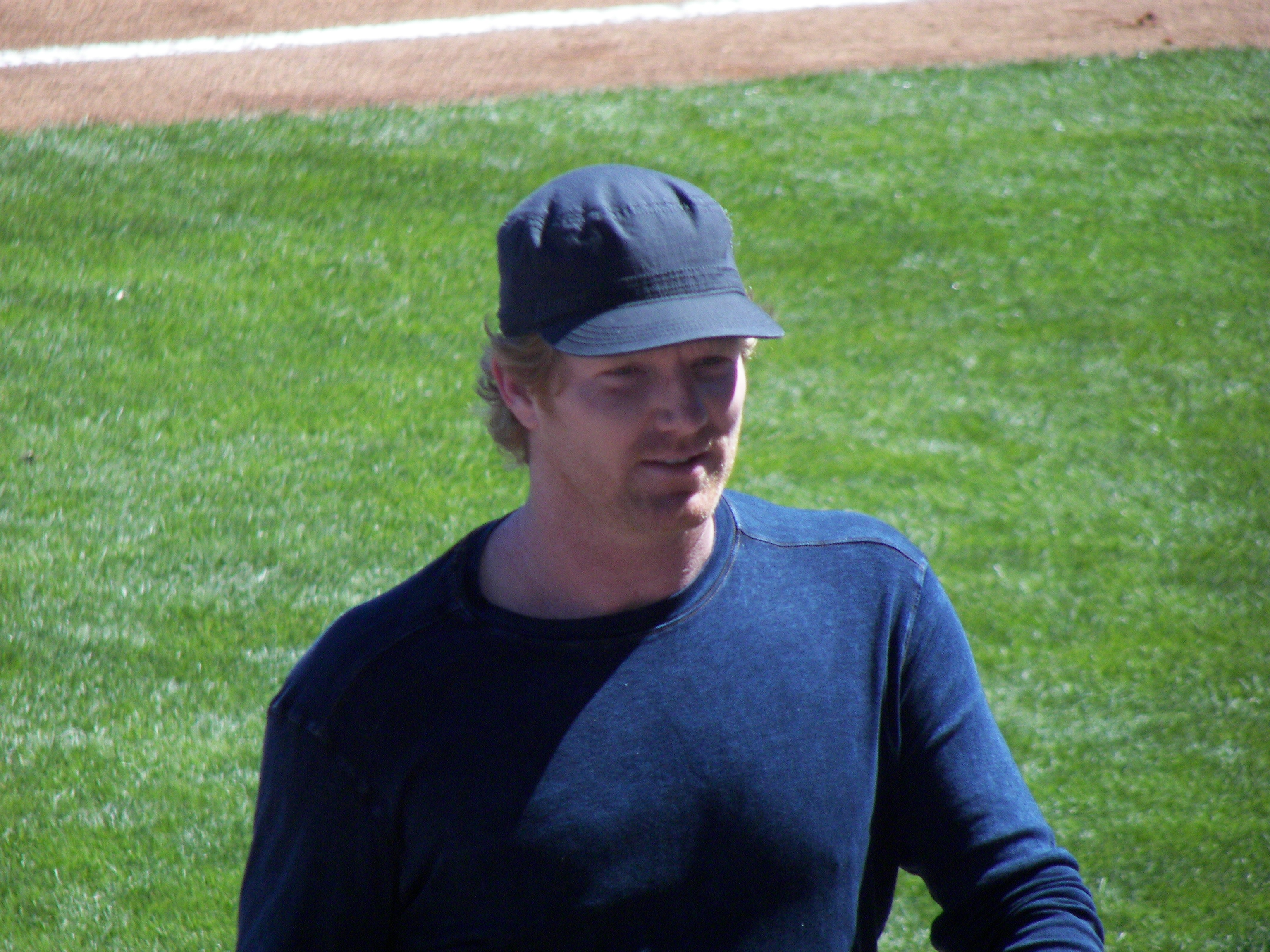
Jim Courier (2007).

L’année 1993 est marquée par la lutte qui oppose Sampras au précédent numéro un ATP Jim Courier pour la première place au classement. Sampras parvient à s’assurer cette position dès avril. Il la conforte en battant Courier en finale de Wimbledon puis en remportant à nouveau l’US Open face à Cédric Pioline. Cette saison le consacre en définitive comme le joueur dominant du circuit masculin.
En janvier, Sampras est à nouveau battu par Stefan Edberg en demi-finale de l’Open d’Australie. Néanmoins, à l’inverse des années précédentes, il réalise globalement une première partie de saison très réussie, avec des victoires à Sydney, Hong Kong, Tokyo et surtout à Miami. Ces bons résultats lui permettent de devenir numéro un mondial en avril à la place de Courier. Beaucoup alors, dont ce dernier, estiment que Sampras ne détient pas légitimement ce rang, faute d'avoir gagné l'un des quatre derniers tournois du Grand Chelem.
En mai, il confirme ses progrès sur terre battue en atteignant les demi-finales du tournoi de Rome et les quarts de finale de Roland-Garros (éliminé par le futur vainqueur Sergi Bruguera). À Wimbledon un mois plus tard, après un match difficile en quart de finale contre Agassi, il dispose facilement au tour suivant du triple champion Boris Becker. En finale, il vient à bout de Jim Courier, inattendu à ce niveau sur herbe, à l'issue d'une rencontre accrochée (7-6, 7-6, 3-6, 6-3). Ce succès met fin à une période de trois ans sans titre en Grand Chelem, et signe le début d’un long règne sur le gazon londonien. Désormais, la légitimité du classement de Sampras n’est plus remise en cause.
L’Américain obtient ensuite des résultats moyens jusqu’à l’US Open. Là, il profite d’un tableau éclairci par les éliminations prématurées de ses principaux rivaux pour remporter sans peine son troisième tournoi du Grand Chelem, en battant Cédric Pioline 6-4, 6-4, 6-3 en finale.
En fin de saison, il enchaîne des victoires à Lyon et à Anvers. Ce dernier titre lui permet d’être assuré de finir l’année au rang de numéro un mondial. Il perd toutefois la finale de la Masters Cup contre Michael Stich : cette défaite met ainsi fin à une série de huit finales consécutives remportées.

#### 1994

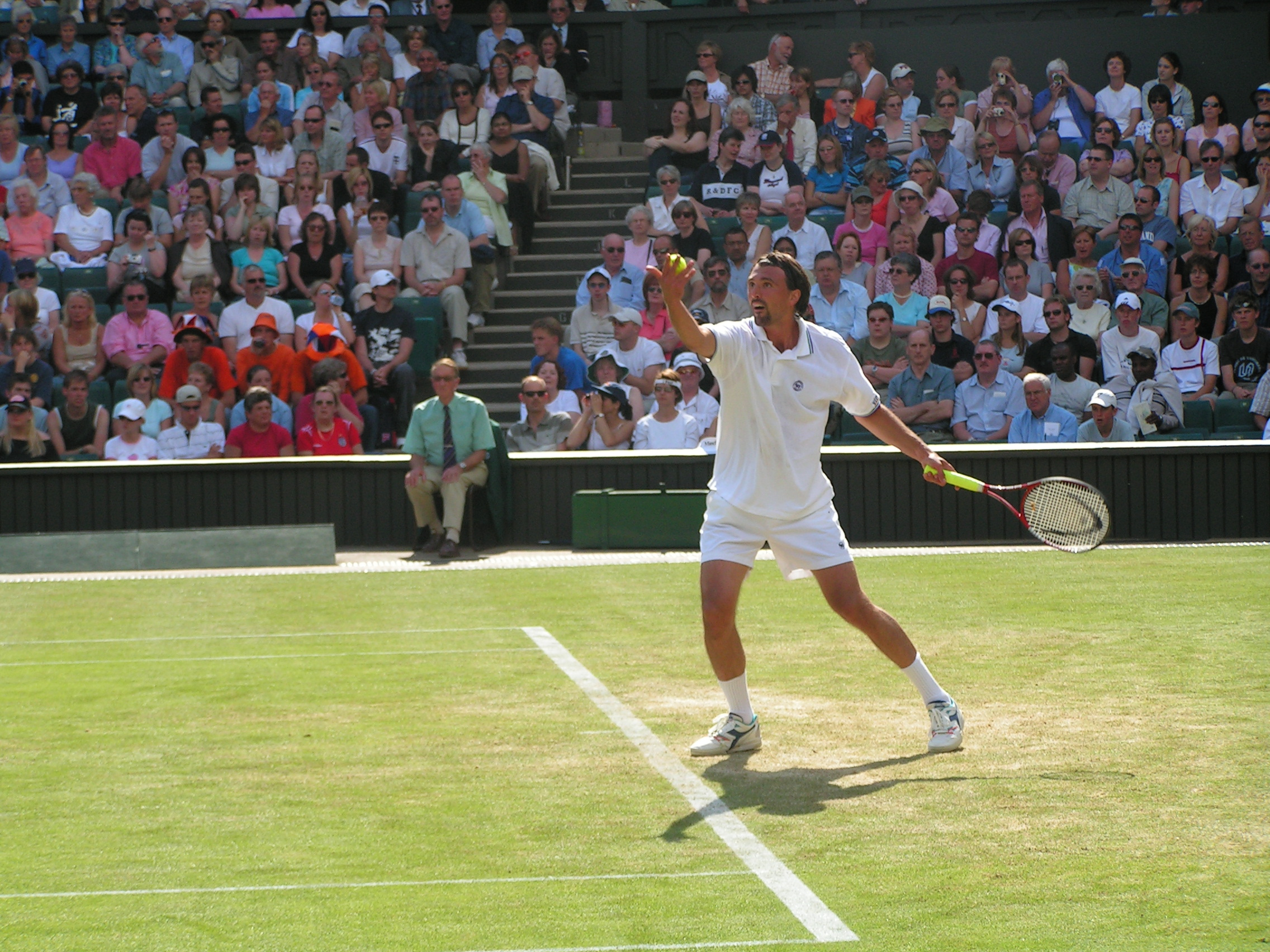
Goran Ivanisevic (2004).

Sampras commence l’année suivante en s’imposant lors du tournoi du Grand Chelem australien face à Todd Martin. À Roland-Garros, il échoue comme les deux années précédentes en quart de finale. Si la terre battue lui résiste, il confirme sa domination sur gazon en venant à bout d’Ivanisevic en finale de Wimbledon, avant d’être éliminé prématurément à Flushing Meadows par Jaime Yzaga. Sampras couronne néanmoins ce qui est souvent considéré comme la meilleure saison de sa carrière par une victoire aux Masters en battant Boris Becker.
À l’Open d’Australie, après avoir peiné face au jeune Ievgueni Kafelnikov au second tour, Sampras déroule jusqu’au titre. Sur sa route, il bat une fois encore Courier, tenant du titre, puis la surprise du tournoi Todd Martin en finale 7-6, 6-4, 6-4. Ce nouveau succès fait de lui le premier joueur à enchaîner trois titres du Grand Chelem d’affilée depuis Rod Laver en 1969.
Pete Sampras semble ensuite irrésistible : il réussit le doublé Indian Wells/Key Biscayne en mars, gagne les tournois d’Osaka et de Tokyo en avril, et même celui de Rome, pourtant joué sur terre battue, en mai. Bien qu’il répète que cette surface est celle où il se sent le moins à l’aise, on le considère dès lors comme un gagnant possible de Roland-Garros. Il échoue cependant comme les deux années précédentes en quart de finale, cette fois face à Courier, qui met ainsi un terme à une série de quatre défaites consécutives contre lui.
Nonobstant cet échec, Sampras survole ensuite le tournoi de Wimbledon, ne laissant qu’un seul set à ses adversaires sur sa route ; Ivanišević est sa victime 7-6, 7-6, 6-0 en finale. Une blessure à la cheville l’empêche de jouer pendant la tournée américaine d'été. Il est néanmoins rétabli à temps pour participer à l’US Open et tenter un Petit Chelem mais, gêné par des ampoules aux pieds, il est éliminé dès les huitièmes de finale par Jaime Yzaga.
En novembre, il gagne pour la seconde fois les Masters en prenant sa revanche sur Boris Becker, qui l’avait battu lors des matchs de poule. Ce scénario se répétera souvent par la suite. Il termine ainsi par un grand titre une des meilleures années de sa carrière. Seul Agassi, revenu à son meilleur niveau en deuxième partie de saison, le talonne au classement.

#### 1995

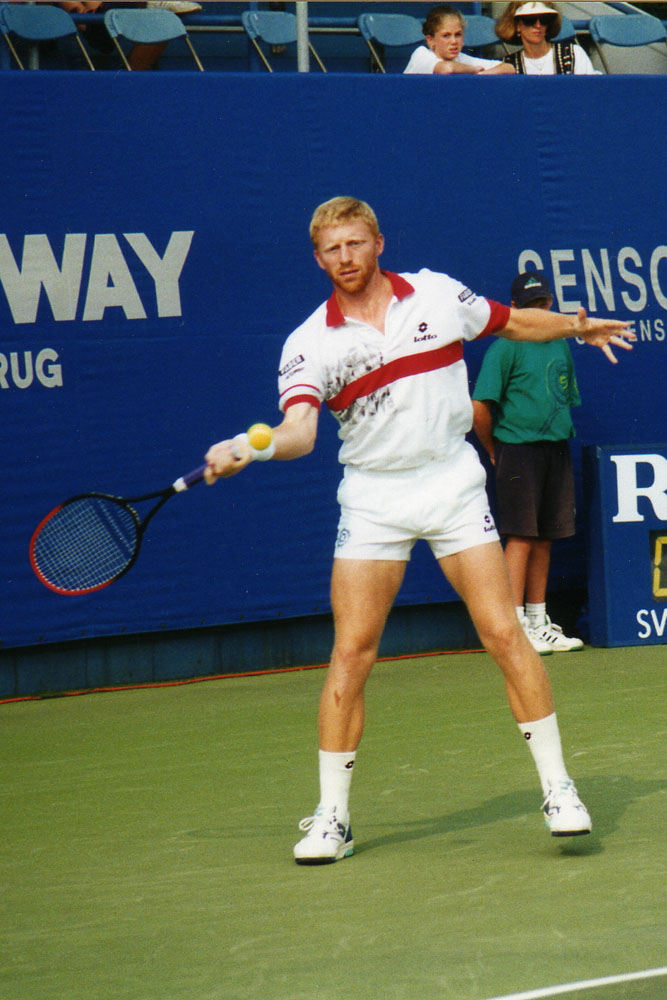
Boris Becker (1994).

La saison 1995 le voit lutter contre Andre Agassi, de retour à son meilleur niveau après une longue période de méforme. Sampras échoue en finale de l’Open d'Australie face à lui. Ce revers lui fait perdre quelques mois plus tard sa place de numéro un mondial au bénéfice de son rival. Il remporte cependant Wimbledon comme les deux années précédentes, cette fois-ci en battant Boris Becker. Il prend ensuite sa revanche sur Agassi en finale de l'US Open. En fin d’année, il retrouve le premier rang mondial, et amène une trente et unième Coupe Davis à son pays en remportant ses deux simples et son double lors du dernier tour de la compétition face à la Russie.
Pendant l’Open d’Australie, l’entraîneur de Sampras Tim Gullikson est victime d’une attaque cérébrale. Cette nouvelle semble affecter son jeu : il doit remonter des handicaps de deux sets à zéro pour battre Magnus Larsson en huitième de finale, puis Jim Courier au tour suivant (lors de ce match, son émotion au début du cinquième set est telle qu’il pleure sur le court), avant de venir péniblement à bout en quatre manches de Michael Chang. En finale au terme de ce parcours éprouvant, il rencontre Agassi, qui de son côté n’a perdu aucun set durant la quinzaine. Que cette différence de fraîcheur physique ait joué ou pas, il est battu 6-4 1-6 6-7 4-6. Il s’agit du seul échec de Sampras en finale d’un tournoi du Grand Chelem entre 1993 et 1999.
Les Masters Series américains de mars voient les deux rivaux se partager les titres : Sampras défait Agassi en finale d’Indian Wells, mais celui-ci prend sa revanche à Key Biscayne. Grâce à cette victoire, Agassi devient numéro un mondial en avril. Le mois suivant, Sampras manque son tournoi de Roland Garros, éliminé dès le premier tour par Gilbert Schaller alors qu’il avait fait de ce tournoi un des objectifs majeurs de sa saison.
À Wimbledon, il parvient péniblement à conserver son titre, mis notamment en danger par Goran Ivanišević en demi-finale. La finale face à Boris Becker est plus facilement gagnée 6-7, 6-2, 6-4, 6-2, l’Allemand commençant à mal servir à partir du second set.
Ayant ainsi confirmé sa supériorité sur gazon, il fait de nouveau face à Agassi pendant la tournée américaine. Celui-ci le défait encore une fois en finale du Masters du Canada. La confrontation entre les deux rivaux à l’US Open est dès lors très attendue. Les deux hommes se retrouvent en effet en finale. Agassi est plutôt favori, grâce à ses victoires récentes sur Sampras, mais surtout en raison de sa série de vingt-six victoires consécutives aux États-Unis. Pourtant, ce dernier l’emporte 6-4, 6-3, 4-6, 7-5. Son rival attendra trois ans avant de se remettre réellement de cette défaite.
En fin de saison, un titre à Paris permet à Sampras de redevenir numéro un mondial. À la Masters Cup, il subit une défaite inattendue en demi-finale face à Michael Chang, adversaire qu’il avait pourtant battu lors de leurs six dernières confrontations.
Un mois plus tard, Sampras est le fer de lance de l’équipe des États-Unis lors de la finale de la Coupe Davis contre la Russie. La rencontre se situe à l’extérieur sur terre battue. Opposé à Andrei Chesnokov, spécialiste de la surface, pour le premier point, il en sort vainqueur 3-6, 6-4, 6-3, 6-7, 6-4, après avoir frôlé la rupture physique. Il parvient malgré cela à remporter son double associé à Todd Martin le lendemain, puis à donner le point décisif à son pays face à Ievgueni Kafelnikov le jour suivant. Parmi les faits marquants de sa carrière, cette performance en Coupe Davis est une des choses dont il demeurera le plus fier.

#### 1996

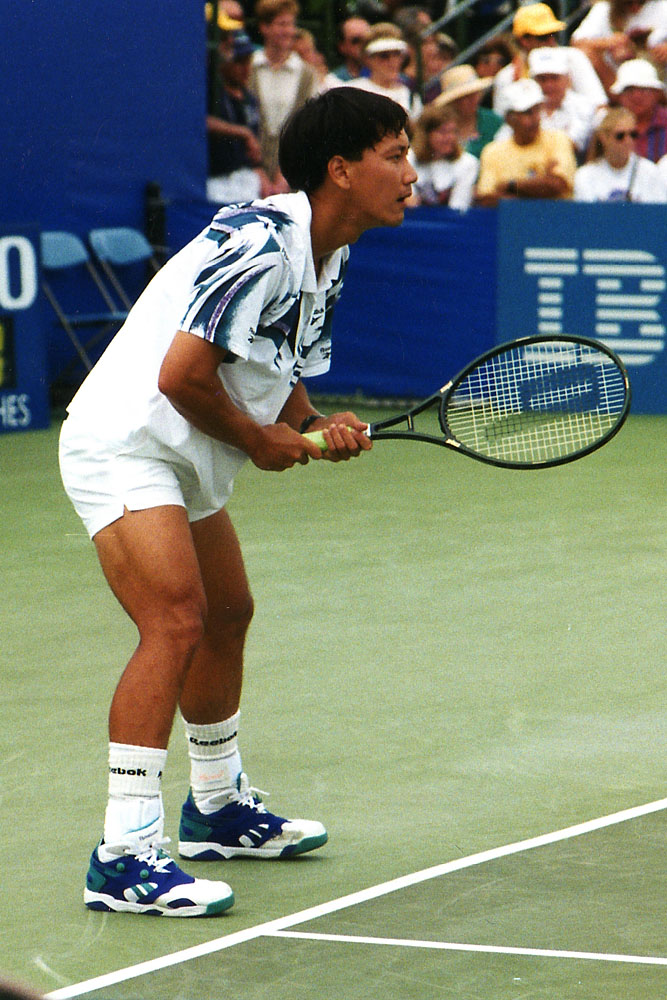
Michael Chang (1994).

En 1996, après avoir été éliminé prématurément en Australie par le jeune Mark Philippoussis, Sampras réalise la meilleure performance de sa carrière à Roland Garros en parvenant en demi-finale ; fatigué, il est alors aisément défait par Ievgueni Kafelnikov. Il est ensuite battu en quart de finale de Wimbledon par Richard Krajicek, avant de frôler une désillusion semblable à l'US Open, manquant d’être éliminé par Àlex Corretja ; mais il parvient finalement à remporter le tournoi face à Michael Chang. Il clôt sa saison par une troisième victoire aux Masters, obtenue en battant une nouvelle fois Boris Becker.
L’année 1996 commence mal pour Sampras : il est éliminé dès le troisième tour de l’Open d’Australie par Mark Philippoussis. La suite de sa saison jusqu'en mai est néanmoins assez réussie, avec quatre titres remportés. C’est ce mois-ci que Tim Gullikson décède, évènement dont il restera longtemps affecté.
Arrivé à Roland Garros sans véritable préparation sur terre battue, il va pourtant y réussir le meilleur parcours de sa carrière, peut être aidé par des conditions météorologiques particulières (le climat chaud et sec rendant la surface plus rapide). Au second tour il vient à bout 6-3, 6-4, 6-7, 2-6, 6-3 du double champion Sergi Bruguera, qui revenait de blessure. Il bat ensuite Todd Martin 3-6, 6-4, 7-5, 4-6, 6-2, puis Scott Draper 6-4, 7-5, 6-2. En quart de finale, il est mené deux sets à zéro par Jim Courier, avant de retourner la situation 6-7, 4-6, 6-4, 6-4, 6-4. Opposé à Kafelnikov en demi-finale, Sampras semble avoir ses chances, même s'il a perdu leur dernière confrontation à la World Team Cup : il mène quatre à un dans leur face à face, et il l’a déjà défait deux fois sur terre battue. Fatigué par ses combats précédents, il s’incline 6-7, 0-6, 2-6. Il s’agissait-là sans doute de sa meilleure chance de gagner Roland Garros. Jamais plus il ne dépassera le troisième tour porte d'Auteuil.
Fort de ses trois succès précédents, Sampras est le favori logique de Wimbledon un mois après. Il est cependant surpris en quart de finale par Richard Krajicek, qui réalise un grand match. C’est sa seule défaite sur le gazon londonien entre 1993 et 2000. Son vainqueur du jour continuera à lui poser des problèmes à l’avenir.
Seule une victoire à l’US Open peut désormais sauver la saison de Sampras. Mis en danger par Jiri Novak au second tour, il connaît une rencontre particulièrement difficile face à Àlex Corretja en quart de finale : poussé au jeu décisif du cinquième set, il est malade et vomit sur le court. Il attribuera plus tard cette réaction à sa nervosité à l’idée de finir l’année sans aucun titre du Grand Chelem. Sa thalassémie a également été mise en cause. Quoi qu'il en soit, il parvient malgré tout à l’emporter 7-6, 5-7, 5-7, 6-4, 7-6, en sauvant une balle de match sur son service. Il bat ensuite Goran Ivanišević en demi-finale, puis Michael Chang 6-1, 6-4, 7-6 en finale. Il gagne ainsi son quatrième titre de l’US Open, son dernier avant six ans.
En fin de saison, il atteint la finale du Masters de Stuttgart, où il est défait par Becker en cinq sets. Lors de la Masters Cup, celui-ci le bat à nouveau en poule, avant que les deux hommes ne se retrouvent en finale. Sampras réussit alors à s’imposer 3-6, 7-6, 7-6, 6-7, 6-4 ; ce match est fréquemment jugé comme l’un des plus beaux de sa carrière.

#### 1997-1998

Patrick Rafter (2001).

La saison 1997 ressemble beaucoup à celles de 1993, 1994, 1995. Sampras y remporte l’Open d'Australie contre Carlos Moyà, et le tournoi de Wimbledon face à Cédric Pioline, échouant à Flushing Meadows contre Petr Korda. Il y gagne également une fois encore les Masters en venant à bout de Kafelnikov. C’est la dernière année au cours de laquelle il réussit à obtenir deux titres du Grand Chelem.
En 1998, les résultats de Sampras s’infléchissent nettement. Il ne parvient pas à conserver son titre de l'Open d'Australie, éliminé par Karol Kučera. Sur le gazon londonien, il sort péniblement vainqueur d’une finale en cinq sets contre Ivanisevic. Deux mois plus tard, il est battu par Patrick Rafter en demi-finales de l'US Open. Il n’obtient finalement que quatre titres, et aucun Masters Series. Il réussit malgré tout à terminer une ultime fois l’année au rang de numéro un mondial.
Lors du Grand Chelem australien, Sampras semble être opposé à des adversaires à sa portée (tous spécialistes de la terre battue). Pourtant, incommodé par la chaleur, il peine face à Dominik Hrbatý en huitième de finale, puis contre Albert Costa au tour suivant. Il se ressaisit néanmoins pour dominer aisément Thomas Muster, puis Carlos Moyà en finale 6-2, 6-3, 6-3.
Sampras ne réalisera plus de grandes performances entre février et mai (seulement deux titres obtenus). À Roland Garros, son parcours de l’année précédente laisse espérer un bon résultat, malgré une tournée sur terre battue inquiétante. Ce ne sera pas le cas : après deux premiers matchs convaincants, une maladie d'origine génétique, une thalassémie (dans sa forme bénigne depuis sa naissance et qui l’a affaiblie parfois en matchs), le mettra K.O. physiquement au moment d’affronter Magnus Norman. Il est éliminé 2-6, 4-6, 6-2, 4-6. L'Américain ne parlera pleinement de sa thalassémie qu'à partir des années 2000, en fin de carrière.
Il reconquiert ensuite sans peine son titre à Wimbledon. Comme lors de l’US Open 1993, les échecs précoces des autres favoris facilitent son parcours ; seul Petr Korda réussit à l'inquiéter avant la finale où il expédie Cédric Pioline 6-4, 6-2, 6-4.
Titré à Cincinnati en août, Sampras paraît en bonne position pour réaliser le Petit Chelem à l’US Open. Malheureusement, il subit en huitième de finale une défaite frustrante face à Korda, qui réalise un des meilleurs matchs de sa carrière (qui remportera ensuite l'Open d'Australie 1998, mais sera au cours de l'été convaincu de dopage).
Sampras retrouve le chemin du succès en fin de saison avec une victoire à Paris et surtout pour la quatrième fois aux Masters, en battant Kafelnikov.
En 1998, Sampras ne parvient pas à conserver son titre de l’Open d’Australie, battu en quart de finale par Karol Kučera. De médiocres résultats jusqu’en avril lui valent de perdre sa place de numéro un mondial pendant quelques semaines au bénéfice de Marcelo Ríos ; cela ne lui était plus arrivé depuis deux ans. Il semble néanmoins retrouver tout son allant sur le gazon londonien où il parvient en finale en ne perdant qu’un seul set en chemin. Mais celle-ci est très disputée : son opposant, Goran Ivanišević, laisse probablement passer sa chance en perdant le tie-break serré de la seconde manche. Sampras s’en sort 6-7, 7-6, 6-4, 3-6, 6-2. Il s’agit de la seule finale d'un tournoi du Grand Chelem qu’il ait jamais jouée en cinq sets.
En août, il est battu en finale du Masters de Cincinnati par Patrick Rafter. À l’issue du match, Sampras se plaint de l’arbitrage, et émet plusieurs déclarations agressives à l’encontre de son adversaire,. C’est dans ce contexte tendu que les deux hommes se retrouvent en demi-finale de l’US Open un mois après. À un set partout, break de Sampras dans la troisième manche, celui-ci se blesse à la jambe. Ayant désormais des difficultés à faire autre chose que de tenir son service, il est défait 7-6, 4-6, 6-2, 4-6, 3-6.
En fin de saison, Sampras n’est pas assuré de finir une sixième fois consécutive l’année numéro un mondial. Cependant, il tient beaucoup à réaliser cette performance ; la poursuite de ce record, qu’il pense imbattable, le rend très nerveux pendant les deux mois qu’il passe en Europe. Malgré un titre à Vienne, une finale à Paris et une demi-finale à Stuttgart, c’est seulement en novembre, en parvenant en demi-finale de la Masters Cup, qu’il atteint ce but. Il est alors éliminé par Àlex Corretja.

#### 1999-2000

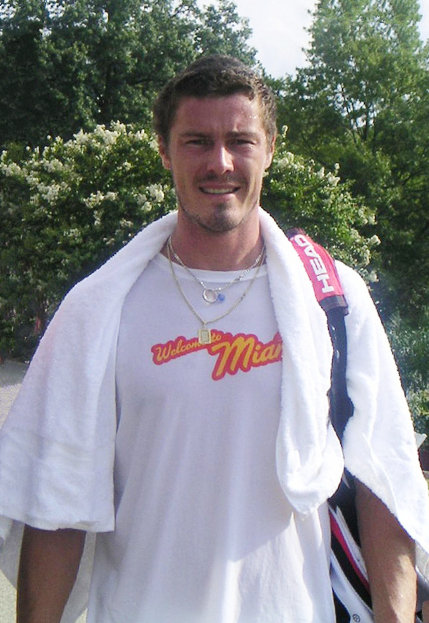
Marat Safin (2006).

Victime de blessures, Sampras doit déclarer forfait pour les deux tournois du Grand Chelem sur dur la saison suivante. Il accomplit néanmoins ce qui est souvent considéré comme la meilleure performance de sa carrière en finale de Wimbledon face à Andre Agassi. C’est contre ce même adversaire qu’il remporte son cinquième et dernier Masters. Il achève l’année en tant que numéro trois mondial au classement.
En 2000, Sampras réalise sa dernière saison parmi les tout meilleurs joueurs du monde. La place de numéro un n'étant plus une priorité pour lui, il semble se concentrer sur les tournois du Grand Chelem. Battu par Agassi en demi-finale de l’Open d'Australie, il est également nettement dominé en finale de l'US Open 6–4, 6–3, 6–3 par le jeune Marat Safin mais parvient toutefois à remporter pour la dernière fois Wimbledon en venant à bout de Patrick Rafter.
Une blessure à la cheville force Sampras à déclarer forfait pour l’Open d’Australie. De retour à la compétition en mars, il remporte son premier titre en préparation de Wimbledon, au Queen’s Club.
Dans son pré carré londonien, il est mis en danger en quart de finale par Mark Philippoussis. L’Américain sent le match lui échapper après la perte du premier set. Heureusement pour lui, une blessure à la jambe oblige alors son adversaire à abandonner. Arrivé en finale, il affronte Agassi, qui lui dispute la première place mondiale. À 3-3, 0-40 sur son service en faveur d’Agassi, Sampras commence à jouer de façon exceptionnelle. Il domine son vis-à-vis dans tous les secteurs de jeu, même du fond du court. Il l’emporte 6-3, 6-4, 7-5. De son propre aveu, il réalise ce jour-là le meilleur match de sa carrière.
Des victoires à Los Angeles et Cincinnati, obtenues en battant respectivement Agassi et Rafter, le confortent dans son statut de grand favori de l’US Open. Malheureusement, il est immobilisé juste avant le tournoi par une hernie discale contractée au cours d’un entraînement. Forcé de se retirer jusqu’en novembre, il perd désormais toutes ses chances de finir l’année numéro un mondial.
Sampras est toutefois rétabli à temps pour participer à sa dixième Masters Cup. Aisément dominé par Agassi en poule, il retrouve en finale son plus grand tennis pour prendre sa revanche sur son rival 6-1, 7-5, 6-4. Il termine la saison à la place de no 3 au classement, devancé par Agassi et Kafelnikov.
En 2000, le parcours de Sampras à l’Open d’Australie s’achève en demi-finale ; il est défait 4-6, 6-3, 7-6, 6-7, 1-6 par Agassi, gêné par une lésion à la jambe à partir du quatrième set. En mars, il remporte le Masters de Miami face à Gustavo Kuerten. C’est son ultime titre en dehors des tournois du Grand Chelem.
Souffrant du pied, il ne s’engage pas à Wimbledon dans les meilleures conditions. Il accède pourtant sans problème à la finale, sans rencontrer de têtes de séries sur sa route. Il bat alors Patrick Rafter 6-7, 7-6, 6-4, 6-2. Cette treizième victoire en Grand Chelem lui permet de dépasser le record détenu jusqu'alors par Roy Emerson. Il s’agit de son dernier titre avant deux ans.
Sampras n’obtient plus ensuite de bons résultats avant l’US Open. À Flushing Meadows, il élimine sa bête noire Krajicek en quart de finale (en retournant de façon spectaculaire un tie-break mal engagé dans la seconde manche), puis vient à bout de l’espoir australien Lleyton Hewitt au tour suivant. Il est alors considéré comme le favori de la finale face à Marat Safin, le Russe semblant inexpérimenté à ce niveau. Il s’incline pourtant 4-6, 3-6, 3-6.
Au Masters, Sampras échoue en demi-finale contre Kuerten. En fin d’année, il termine comme la saison précédente à la troisième place mondiale, derrière Safin et Kuerten.

### Déclin et retraite

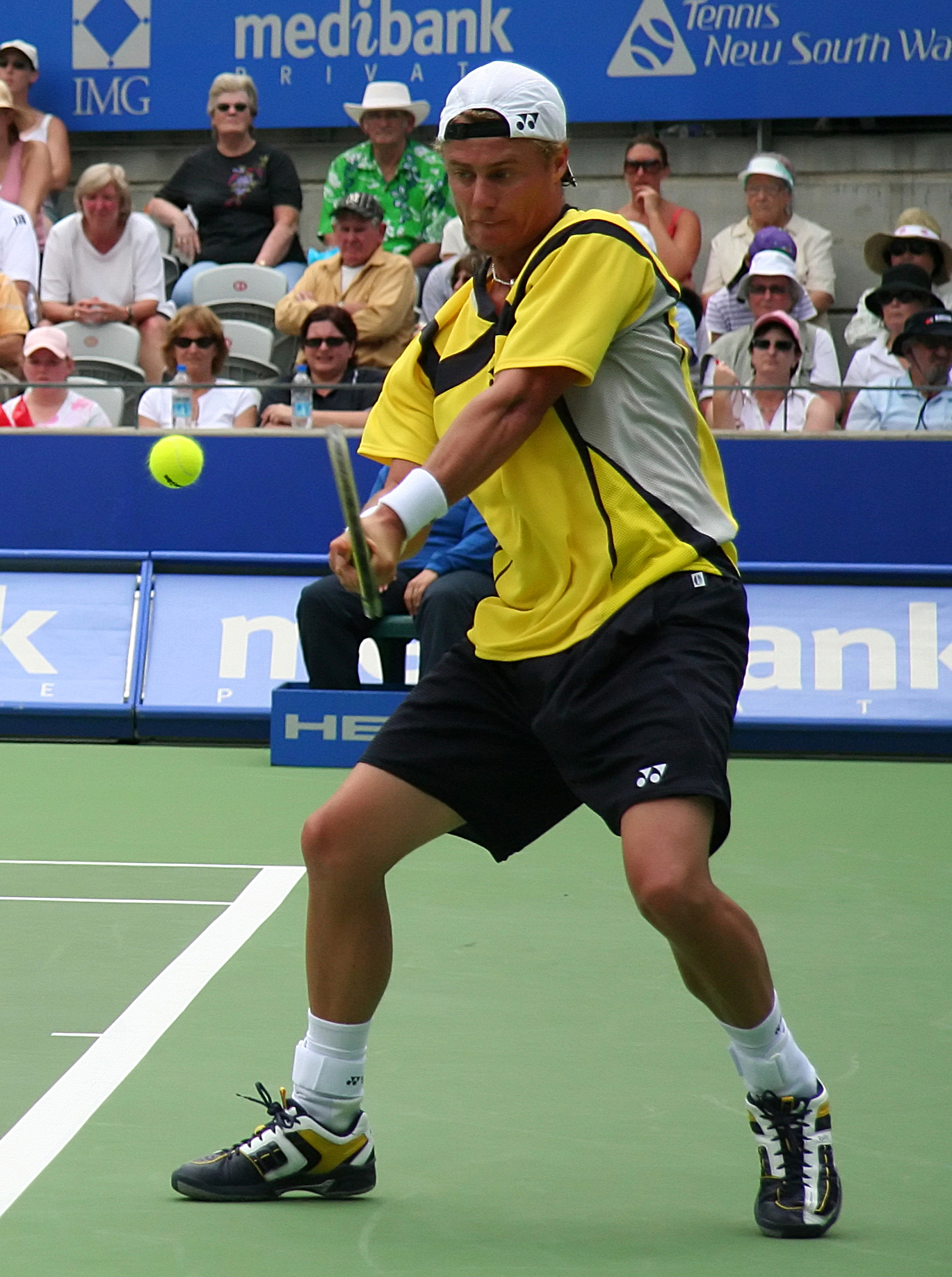
Lleyton Hewitt (2006).

Le début de saison 2001 de Sampras est moyen. Il est éliminé dès les huitièmes de finale de l’Open d’Australie par Todd Martin. Il réalise sa seule bonne performance avant Wimbledon à Indian Wells, où il atteint la finale. L'Américain reste néanmoins favori sur le gazon londonien, où il a l'habitude de retrouver son meilleur niveau de jeu. Malgré cela, il est surpris en huitième de finale par Roger Federer, âgé de dix-neuf ans et classé quinzième joueur mondial, sur le score de 6-7, 7-5, 4-6, 7-6, 5-7. Il s’agit de sa première défaite en cinq sets à Wimbledon et de la seule confrontation entre les deux hommes en compétition officielle.
Ce revers semble porter un coup à son moral, puisqu'il enchaîne les échecs prématurés jusqu’à l’US Open. Mais il paraît se ressaisir alors : il bat successivement Rafter en huitième de finale, puis Agassi 6-7, 7-6, 7-6, 7-6, avant de prendre sa revanche sur Safin en demi-finale. Malheureusement, opposé à Lleyton Hewitt en finale, il s’incline une nouvelle fois face à son jeune adversaire 6-7, 1-6, 1-6.
À l’issue de cette mauvaise saison, qui voit l'Américain descendre au dixième rang mondial, la plupart des commentateurs s’accordent à le juger sur la pente descendante. Sampras tente de réagir pendant l’intersaison en changeant d’entraîneur, et en se soumettant à un programme spécial de remise en forme. Il dit ne vouloir prendre sa retraite qu’à « ses conditions ».
Aucune amélioration n’est pourtant constatée en 2002. Il est à nouveau battu en huitième de finale du Grand Chelem australien, par Marat Safin cette fois. Une demi-finale atteinte à Indian Wells mise à part, il n’obtient aucun résultat probant. À Wimbledon, cantonné sur le court no 2, gêné par le soleil qui l’empêche de bien servir, il est éliminé dès le second tour par le 145e mondial George Bastl. Il considère une fois sa carrière terminée cette défaite comme étant la pire de sa carrière.
Peu d’observateurs pensent alors Sampras capable de remporter un autre titre majeur. Celui-ci persiste pourtant à croire en lui-même. C’est à l'US Open que se produit le déclic ; après une victoire in extremis face à Greg Rusedski au troisième tour, il retrouve son meilleur niveau pour battre Tommy Haas, Andy Roddick, puis Sjeng Schalken. Confronté à Agassi en finale, il en sort vainqueur 6-3, 6-4, 5-7, 6-4. Il gagne ainsi son quatorzième et ultime tournoi du Grand Chelem.
Après avoir plusieurs fois reporté son retour à la compétition, Sampras annonce sa retraite juste avant l'US Open 2003, au cours d’une cérémonie organisée en son honneur.

### L'après-carrière en exhibition

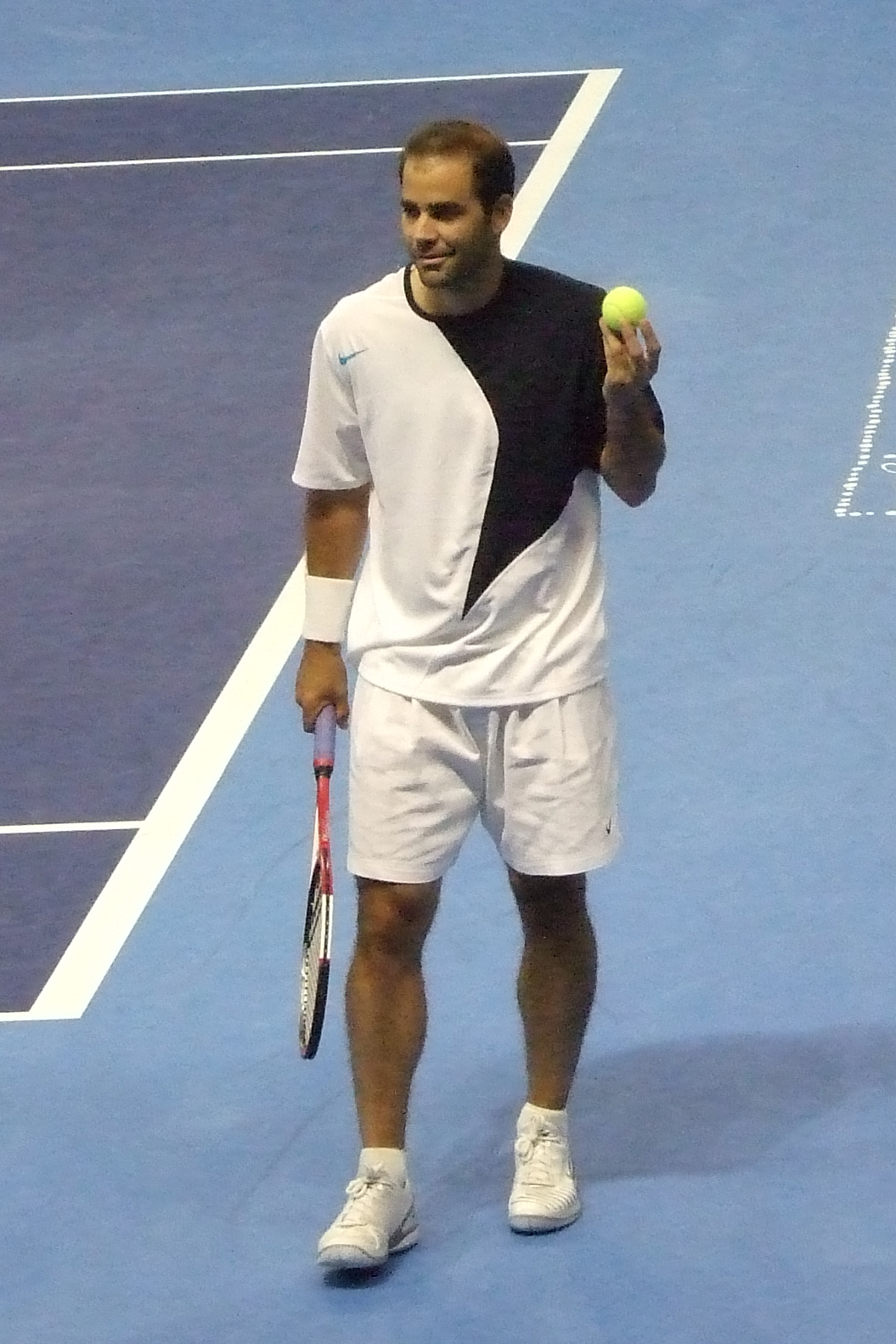
Pete Sampras, Champions Cup Boston, 2007.

En 2007, Sampras fait son retour sur les courts de tennis en participant à des tournois du circuit senior. Le 6 mai 2007, il remporte le tournoi de Boston face à Todd Martin en 3 sets (6-3, 5-7, 11-9). Deux semaines plus tard, il gagne celui d’Athènes face au même adversaire. Malgré ces titres, il répète qu'il ne souhaite pas revenir sur le circuit ATP.
Trois matchs d’exhibition ont eu lieu en Asie en novembre 2007 contre Roger Federer. Celui-ci a remporté les deux premiers en deux sets, le premier 6-3, 6-4 et le second de façon plus accrochée 7-6, 7-6. La troisième rencontre a quant à elle été gagnée par Sampras 7-6, 6-4. Pour leur dernier match en date, en mars 2008 au Madison Square Garden de New York devant 18 000 spectateurs, Roger Federer a repris l'avantage en l'emportant 6-3, 6-7, 7-6.
Pete Sampras a été consacré membre du International Tennis Hall of Fame en 2007.
En 2010, associé à Roger Federer, il joue un double contre Rafael Nadal et Andre Agassi. Ce match est marqué par une joute verbale entre Agassi et Sampras. L'année suivante, il joue plusieurs exhibitions. Battu le 7 février par Gaël Monfils 7-6, 6-4, il s'impose contre Andre Agassi trois semaines plus tard (6-3, 7-5).

## Palmarès et records
Pete Sampras a remporté soixante-quatre titres en simple au cours de sa carrière. Il a gagné son premier tournoi à Philadelphie en 1990, et son dernier à l’US Open en 2002. Parmi ses titres, quatorze tournois du Grand Chelem (sept Wimbledon, cinq US Open, deux Open d'Australie), cinq Masters Cup, et deux Coupe Davis. Il n’a jamais remporté Roland-Garros. Ayant achevé six saisons ATP au premier rang mondial, entre 1993 et 1998, il est le deuxième joueur de l'ère open derrière Novak Djokovic qui l'a fait à sept reprises. Il occupe la place de numéro un mondial pendant un total de 286 semaines.
Sampras détient par ailleurs de nombreux records dans l’histoire du tennis. Par exemple, il détient le record du nombre d'années consécutives terminées en tête du classement ATP (six ans).
| Année            | 1988 | 1989 | 1990 | 1991 | 1992 | 1993 | 1994 | 1995 | 1996 | 1997 | 1998 | 1999 | 2000 | 2001 | 2002 |
| ---------------- | ---- | ---- | ---- | ---- | ---- | ---- | ---- | ---- | ---- | ---- | ---- | ---- | ---- | ---- | ---- |
| Open d'Australie | -    | 1T   | 1/8  | -    | -    | DF   | V    | F    | 3T   | V    | 1/4  | -    | DF   | 1/8  | 1/8  |
| Roland-Garros    | -    | 2T   | -    | 2T   | 1/4  | 1/4  | 1/4  | 1T   | DF   | 3T   | 2T   | 2T   | 1T   | 2T   | 1T   |
| Wimbledon        | -    | 1T   | 1T   | 2T   | DF   | V    | V    | V    | 1/4  | V    | V    | V    | V    | 1/8  | 2T   |
| US Open          | 1T   | 1/8  | V    | 1/4  | F    | V    | 3T   | V    | V    | 1/8  | DF   | -    | F    | F    | V    |
| Masters Cup      | -    | -    | RR   | V    | DF   | F    | V    | DF   | V    | V    | DF   | V    | DF   | -    | -    |
| JO               | A    | -    | -    | -    | 3T   | -    | -    | -    | A    | -    | -    | -    | A    | -    | -    |

## Parcours dans les tournois duGrand Chelem

### En simple
| Année | Open d'Australie | Open d'Australie | Internationaux de France | Internationaux de France | Wimbledon       | Wimbledon       | US Open         | US Open    |
| ----- | ---------------- | ---------------- | ------------------------ | ------------------------ | --------------- | --------------- | --------------- | ---------- |
| 1988  | —                | —                | —                        | —                        | —               | —               | 1er tour (1/64) | J. Yzaga   |
| 1989  | 1er tour (1/64)  | C. Saceanu       | 2e tour (1/32)           | M. Chang                 | 1er tour (1/64) | T. Woodbridge   | 1/8 de finale   | J. Berger  |
| 1990  | 1/8 de finale    | Y. Noah          | —                        | —                        | 1er tour (1/64) | C. van Rensburg | Victoire        | A. Agassi  |
| 1991  | —                | —                | 2e tour (1/32)           | T. Champion              | 2e tour (1/32)  | D. Rostagno     | 1/4 de finale   | J. Courier |
| 1992  | —                | —                | 1/4 de finale            | A. Agassi                | 1/2 finale      | G. Ivanišević   | Finale          | S. Edberg  |
| 1993  | 1/2 finale       | S. Edberg        | 1/4 de finale            | S. Bruguera              | Victoire        | J. Courier      | Victoire        | C. Pioline |
| 1994  | Victoire         | T. Martin        | 1/4 de finale            | J. Courier               | Victoire        | G. Ivanišević   | 1/8 de finale   | J. Yzaga   |
| 1995  | Finale           | A. Agassi        | 1er tour (1/64)          | G. Schaller              | Victoire        | Bo. Becker      | Victoire        | A. Agassi  |
| 1996  | 3e tour (1/16)   | M. Philippoussis | 1/2 finale               | I. Kafelnikov            | 1/4 de finale   | R. Krajicek     | Victoire        | M. Chang   |
| 1997  | Victoire         | C. Moyà          | 3e tour (1/16)           | M. Norman                | Victoire        | C. Pioline      | 1/8 de finale   | P. Korda   |
| 1998  | 1/4 de finale    | K. Kučera        | 2e tour (1/32)           | R. Delgado               | Victoire        | G. Ivanišević   | 1/2 finale      | P. Rafter  |
| 1999  | —                | —                | 2e tour (1/32)           | A. Medvedev              | Victoire        | A. Agassi       | —               | —          |
| 2000  | 1/2 finale       | A. Agassi        | 1er tour (1/64)          | M. Philippoussis         | Victoire        | P. Rafter       | Finale          | M. Safin   |
| 2001  | 1/8 de finale    | T. Martin        | 2e tour (1/32)           | G. Blanco                | 1/8 de finale   | R. Federer      | Finale          | L. Hewitt  |
| 2002  | 1/8 de finale    | M. Safin         | 1er tour (1/64)          | A. Gaudenzi              | 2e tour (1/32)  | G. Bastl        | Victoire        | A. Agassi  |

N.B. : à droite du résultat se trouve le nom de l'ultime adversaire.

#### Vainqueur (14)
| Année | Tournoi              | Adversaire en finale | Score                     |
| 1990  | US Open              | Andre Agassi         | 6-4, 6-3, 6-2             |
| 1993  | Wimbledon            | Jim Courier          | 7-63, 7-66, 3-6, 6-3      |
| 1993  | US Open (2)          | Cédric Pioline       | 6-4, 6-4, 6-3             |
| 1994  | Open d'Australie     | Todd Martin          | 7-64, 6-4, 6-4            |
| 1994  | Wimbledon (2)        | Goran Ivanišević     | 7-62, 7-65, 6-0           |
| 1995  | Wimbledon (3)        | Boris Becker         | 65-7, 6-2, 6-4, 6-2       |
| 1995  | US Open (3)          | Andre Agassi         | 6-4, 6-3, 4-6, 7-5        |
| 1996  | US Open (4)          | Michael Chang        | 6-1, 6-4, 7-63            |
| 1997  | Open d'Australie (2) | Carlos Moyà          | 6-2, 6-3, 6-3             |
| 1997  | Wimbledon (4)        | Cédric Pioline       | 6-4, 6-2, 6-4             |
| 1998  | Wimbledon (5)        | Goran Ivanišević     | 62-7, 7-69, 6-4, 3-6, 6-2 |
| 1999  | Wimbledon (6)        | Andre Agassi         | 6-3, 6-4, 7-5             |
| 2000  | Wimbledon (7)        | Patrick Rafter       | 610-7, 7-65, 6-4, 6-2     |
| 2002  | US Open (5)          | Andre Agassi         | 6-3, 6-4, 5-7, 6-4        |

#### Finaliste (4)
| Année | Tournoi          | Adversaire en finale | Score               |
| 1992  | US Open          | Stefan Edberg        | 6-3, 4-6, 65-7, 2-6 |
| 1995  | Open d'Australie | Andre Agassi         | 6-4, 1-6, 66-7, 4-6 |
| 2000  | US Open (2)      | Marat Safin          | 4-6, 3-6, 3-6       |
| 2001  | US Open (3)      | Lleyton Hewitt       | 64-7, 1-6, 1-6      |

### En double
| Année | Open d'Australie           | Open d'Australie    | Internationaux de France  | Internationaux de France | Wimbledon                | Wimbledon        | US Open                    | US Open                 |
| ----- | -------------------------- | ------------------- | ------------------------- | ------------------------ | ------------------------ | ---------------- | -------------------------- | ----------------------- |
| 1988  | —                          | —                   | —                         | —                        | —                        | —                | 1er tour (1/32) J. Palmer  | S. Davis J. Hlasek      |
| 1989  | 2e tour (1/16) G. Donnelly | R. Leach J. Pugh    | 2e tour (1/16) J. Courier | C. Saceanu M. Stich      | 1/8 de finale J. Courier | R. Leach J. Pugh | 1er tour (1/32) J. Courier | A. Antonitsch J. Canter |
| 1990  | 1er tour (1/32) J. Courier | D. Cassidy G. Pozzi | —                         | —                        | —                        | —                | 1er tour (1/32) J. Courier | J. Brown S. Melville    |

N.B. : le nom du ou de la partenaire se trouve sous le résultat ; le nom des ultimes adversaires se trouve à droite.

## Caractéristiques de son jeu

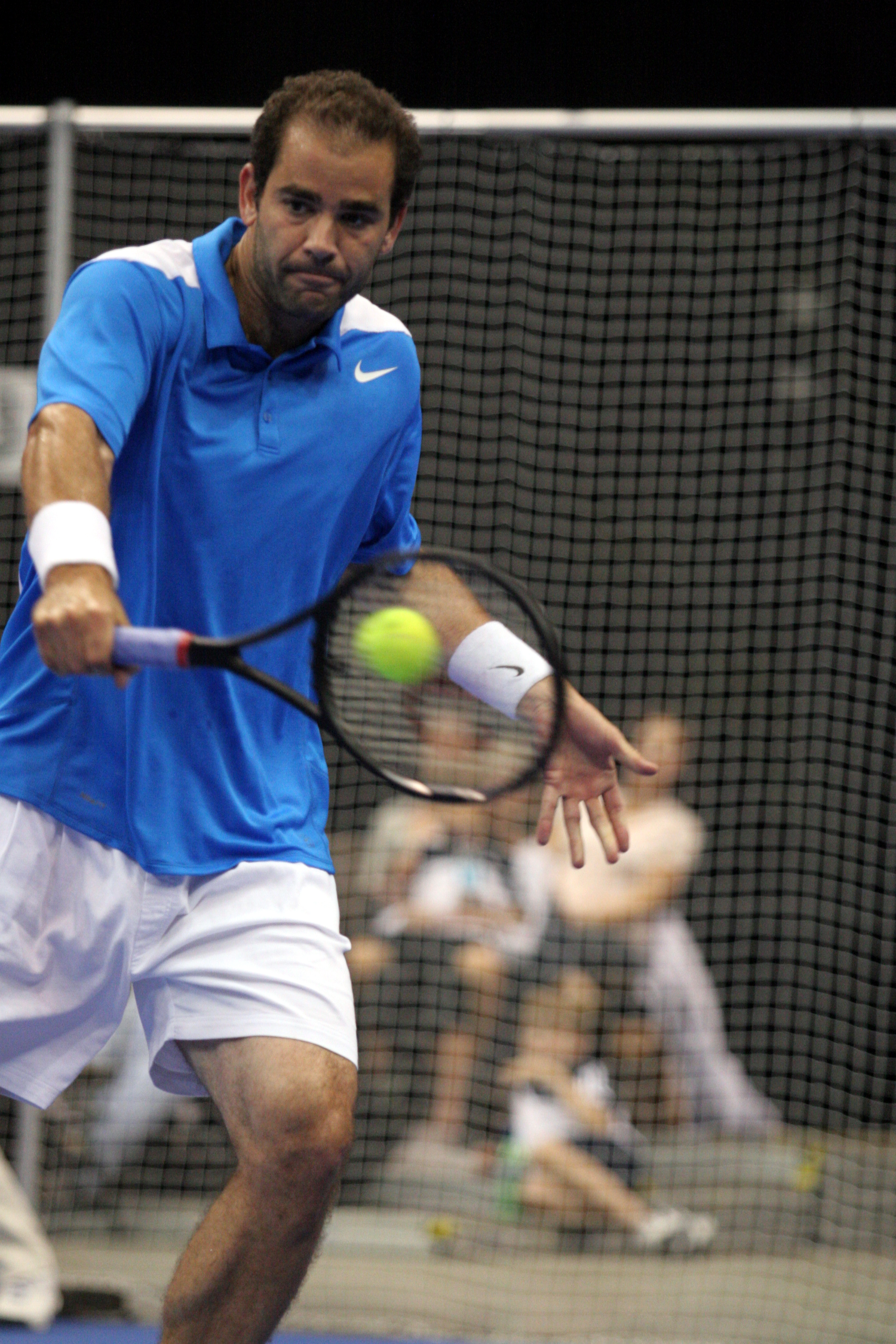
Pete Sampras frappant un revers.

Comme la plupart des joueurs offensifs de son époque, Sampras pratiquait la tactique du « service-volée ». Son service exceptionnel, avec une seconde balle frappée quasiment comme la première (175 km/h en moyenne[réf. nécessaire]), et sa très bonne volée, le rendaient extrêmement difficile à déborder. La prestance de Pete Sampras au filet relevait également de la qualité de son smash. Tout comme Yannick Noah dans les années 1980, son excellente détente "sèche" (sans élan) et la qualité de sa technique de service (très similaire à celle du smash, seule la coordination varie) lui permettaient de réaliser de puissants smashes en extension, lui valant son surnom de "Pistol Pete". Son bon mental lui permettait de bien servir dans les moments cruciaux, pour écarter des balles de break ou lors des tie-breaks. Cependant, et cela le distingue d’autres grands attaquants comme John McEnroe ou encore Stefan Edberg, Sampras était également capable d'être performant du fond du court car ce fut sa filière de base durant ses jeunes années avant que Peter Fischer puis Tim Gullikson ne l'orientent vers un jeu plus offensif.
Il disposait pour cela d’un très bon coup droit, particulièrement efficace quand il était employé en bout de course. Son revers à une main, par contre, était plutôt une faiblesse ; Sampras avait tendance à ne l’utiliser que pour effectuer des passings ou pour renvoyer des balles slicées. Malgré cela, cette partie de son jeu est restée suffisamment solide pendant la majeure partie de sa carrière pour lui permettre de tenir tête sur ce plan à des grands « joueurs de fond de court » comme Andre Agassi, Jim Courier ou Michael Chang, qu’il battait souvent ainsi sur leurs points forts. Celle-ci s’est néanmoins dégradée au fil du temps, ce qui l’a forcé à être encore plus agressif au filet, en pratiquant notamment le « chip and charge » (retour coupé suivi d'une volée).
Au-delà de cela, l'Américain avait la capacité de produire son tennis le plus accompli lors des matchs importants, et de réaliser ses meilleurs coups aux moments décisifs. Ce grand mental explique en partie son succès.
Les surfaces très rapides comme le gazon ou la moquette étaient les favorites de Sampras. Il avait de nettes difficultés sur terre battue, où il n’a remporté que trois titres ; les explications les plus souvent avancées pour justifier cette faiblesse sont l’incompatibilité de son style de jeu avec la lenteur de la surface, ou encore des défauts de déplacements.

## Sampras dans le monde du tennis

### Héritage
À la fin de sa carrière, Pete Sampras était considéré par beaucoup comme le meilleur joueur de tennis de tous les temps, en grande partie à cause de son record de titres en Grand Chelem. Pour la même raison, on attribue généralement ce statut à Roger Federer au début des années 2010. Il n’en a pas moins marqué son époque ; des champions comme Novak Djokovic ou Roger Federer lui-même l’ont admiré en grandissant.
Malgré cela, son style de jeu n’a pas trouvé beaucoup d’imitateurs. Sa retraite coïncide avec la quasi disparition du service-volée. Sampras peut ainsi être considéré comme le dernier joueur de vaste envergure à avoir fréquemment employé cette tactique.
De façon plus générale, l’Américain n’a probablement pas eu la même aura médiatique en son temps que par exemple Björn Borg vingt ans plus tôt, ou même que son contemporain Andre Agassi. Sa réserve et sa sobriété rappellent davantage celles des champions australiens des années 1960, tels Rod Laver ou Ken Rosewall, qu'il considérait comme des modèles,.

### Entraîneurs

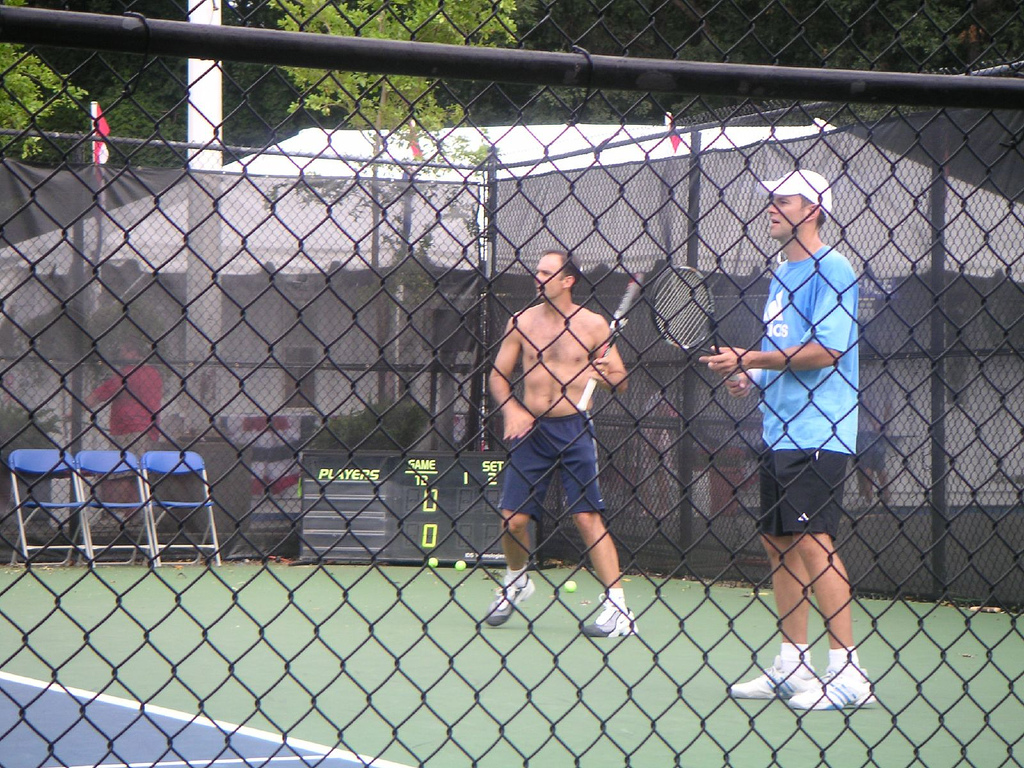
Paul Annacone (à gauche).

Quatre entraîneurs ont marqué la carrière de Pete Sampras : Peter Fischer, Joe Brandi, Tim Gullikson, et Paul Annacone.
Peter Fischer a formé et entraîné l’Américain jusqu’en 1989. C’est lui qui a en grande partie forgé son jeu, en lui faisant adopter un revers à une main et en le tournant vers le jeu de volée. Une querelle avec la famille de Sampras a cependant mis fin à leur collaboration.

En 1989, pendant la saison sur terre battue, Pete est entraîné durant une courte période par deux anciens pros et membres du Top 10, Brian Gottfried et José Higueras, les deux travaillant pour la fédération américaine, avec Greg Patton, le responsable du réservoir d'espoirs créé par la fédération américaine pour détecter les futurs jeunes joueurs américains pour le haut niveau, Pete Sampras en faisait partie, reconnu le grand potentiel du jeune homme en disant notamment : 

« Il doit son succès à un moral d'acier, des qualités athlétiques remarquables, sur le court on dirait un danseur de ballet, un grand sens du jeu et une maturité supérieure à la moyenne. »

 Le tennis américain en 1987 est alors en pleine crise du renouvellement au plus haut niveau de ses joueurs américains avec notamment l'absence de vainqueur dans le palmarès des tournois majeurs en simple messieurs, en particulier à l'US Open, à Wimbledon et en Coupe Davis.
Sampras bénéficia de l'apport de sa fédération et du professionnalisme de Gottfried et de Higueras, cependant il n'a pas été complètement satisfait de ses deux entraîneurs. La saison décevante sur terre battue et sur gazon n'ont pas aidé Sampras à rester avec Gotffried et Higueras, il se retrouva pendant l'été 1989 sans entraîneur. C'est son père qui l'accompagne dans les tournois Nord-américains au mois d'août de la même année.
Ami depuis plusieurs années de Jim Courier, entraîné alors à la Bolletieri's Academy par Sergio Cruz, ce dernier présenta Sampras à l'entraîneur expérimenté et ancien joueur amateur américain dans les années 1960, Joe Brandi, pour une collaboration au départ indéterminée, un essai qui s'avéra payant avec le temps pour le jeune Sampras.
Entretemps, à quelques jours du Masters 1989, joué pour la dernière fois au Madison Square Garden de New York, Ivan Lendl invita Sampras à s'entraîner avec lui pendant une dizaine de jours, le jeune Américain y découvre l'intensité des séances d'entraînements et l'importance du travail physique avec le champion titré en grand chelem dans sa demeure près de New York.
C'est à partir de janvier 1990, que l'association Sampras-Brandi prend date avec de très bons résultats à l'Open d'Australie avec un huitième de finale convaincant face à Yannick Noah. C'est dès leur deuxième tournoi ensemble à Philadelphie, considéré à l'époque comme le meilleur tournoi sur moquette au monde, que Sampras remporte son premier titre professionnel sur le circuit devenant le plus jeune vainqueur de cette épreuve. Blessé à plusieurs reprises au début de sa carrière, Pete Sampras fait notamment l'impasse de Roland-Garros 1990, Brandi axe son travail avec Sampras dans la plupart des secteurs du jeu, le mental et surtout sur le foncier afin d'épargner à son joueur les blessures inhérentes au tennis professionnel.
Joe Brandi : 

« Pete avait un potentiel énorme, mais il n'avait jamais travaillé sur sa condition physique, ce qui était aussi mauvais que ses choix de tirs sur le court. Si vous n'êtes pas en forme à ce niveau, vous ne gagnez rien et encore moins un trophée.[...] Pour moi, Pete a obtenu sa plus grande avancée sur le plan mental à Toronto quand il a battu John McEnroe pour la première fois en quart de finale. »

L'apothéose de leur association est atteint à la surprise générale à l'US Open 1990,, avec un premier titre du Grand Chelem, ainsi que lors de son premier titre aux Masters, joué à Francfort en 1991. S'ensuit une saison mitigée en 1991 dans les tournois du Grand Chelem, seulement un quart de finale à l'US Open, et un titre aux Masters ; Sampras met un terme à leur collaboration en décembre 1991.
Tim Gullikson a pris le relais en 1992. Celui-ci l’a aidé à bien jouer sur gazon, à travailler son retour de service et à affronter les adversaires gauchers. Il l’a également soutenu mentalement, quand il était encore immature. De forts liens d’amitié se sont créés entre les deux hommes, ce qui explique l’émotion de Sampras quand il a appris en 1995 que Gullikson était victime d’un cancer du cerveau. Cette nouvelle l’a forcé à changer d’entraîneur. Il lui a rendu hommage à plusieurs reprises après sa mort, survenue un an plus tard.
Paul Annacone lui a succédé. Son influence a été plus limitée : il l’a néanmoins poussé à être encore plus agressif au filet. Annacone tente également en vain de lui faire changer de raquette pour en prendre une au tamis plus grand dans le but de gagner en puissance. Il a continué de l’entraîner jusqu’en 2002, année où Sampras a tenté de brèves expériences avec Tom Gullikson, puis José Higueras, avant de revenir à Annacone.

### Rivalité avec Andre Agassi

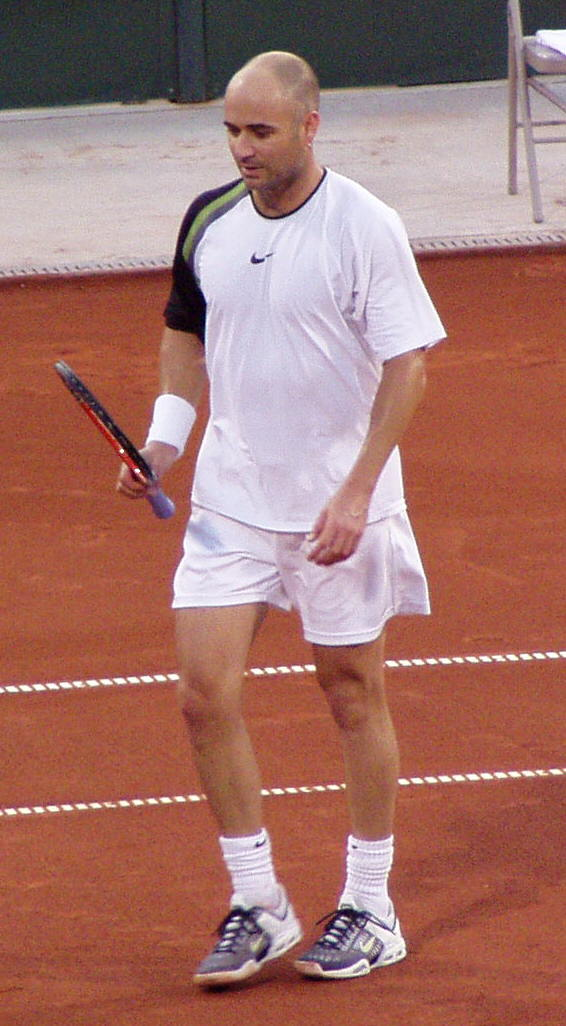
Andre Agassi.

Pete Sampras et Andre Agassi se sont affrontés trente-quatre fois sur le circuit ATP, sur une période de quatorze ans (1989-2002) ; Sampras l’a emporté vingt fois. Leur rivalité est souvent considérée comme la plus importante des années 1990.
Cette opposition était marquée par une dissemblance de style : Agassi était un attaquant de fond du court agressif, tandis que Sampras était un serveur-volleyeur tourné vers le filet. Il existait également un contraste de personnalité, entre un individu introverti entièrement consacré au tennis (Sampras), et un autre extraverti vouant à son sport un intérêt plus variable (Agassi). Cette différence peut se constater à travers les trajectoires des deux hommes : d'un côté la constance année après année du natif de Washington, de l'autre la carrière faite de hauts et de bas du kid de Las Vegas.
Sampras a gagné six de leurs neuf rencontres ayant eu lieu en Grand Chelem ; il a également remporté quatre de leurs cinq finales dans ces tournois. À ce titre, on considère généralement que Sampras a pris l'ascendant sur Agassi dans la plupart des matchs importants.
Si les deux hommes se respectaient, il n'existait pas de liens d'amitié entre eux,. Sampras trouvait néanmoins cette concurrence positive, et il lui est arrivé de regretter que son rival ne soit pas plus régulier.

### Récompenses
Quelques-unes des récompenses que Pete Sampras a obtenues au cours de sa vie :
- ITF World Champion de 1993 à 1998 ;
- ATP Player of the year de 1993 à 1998[10] ;
- ATP Most Improved Player en 1990 ;
- élu par le comité olympique américain « Sportman of the Year » en 1997[10]. C'est le premier joueur de tennis à avoir reçu cette distinction ;
- en 2005, Tennis Magazine place Sampras en tête d'une liste des cinquante meilleurs joueurs de l'histoire du tennis (1965-2005)[10].

## En dehors des courts

### Équipements et Sponsors

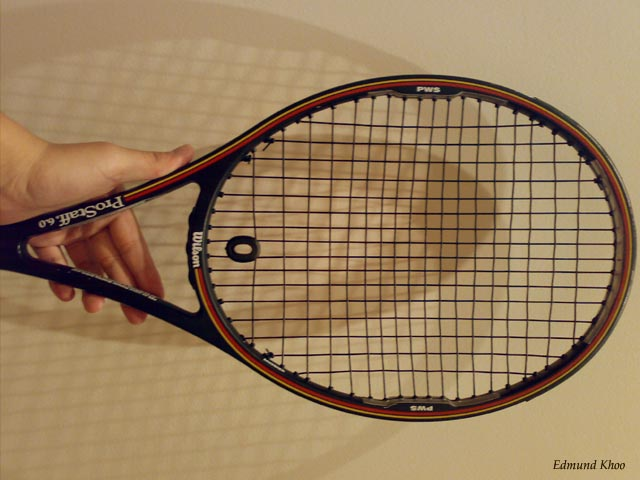
Une raquette Wilson ProStaff Original 6.0.

Pete Sampras a joué tout au long de sa carrière professionnelle avec une raquette Wilson ProStaff Original, introduite en 1983. Il n’a jamais voulu en changer pour un modèle plus récent. Celle-ci était lourde (400 g), et sa surface de frappe était réduite. Il emploie cependant aujourd’hui dans les exhibitions auxquelles il participe une raquette plus moderne.
L’Américain était (et est toujours actuellement) sponsorisé par l’équipementier Nike (pour qui il a tourné quelques publicités télévisées) et par les montres Movado. Il a également eu un contrat avec les cosmétiques Giorgio Armani.

### Personnalité
Pete Sampras était réputé pour sa placidité sur le court, montrant rarement ses émotions. Sa vie privée était également discrète, et il n’était pas particulièrement à l’aise avec les journalistes. Cette attitude introvertie lui a été reprochée durant toute sa carrière, y compris par des personnalités du tennis telles que John McEnroe, lui valant parfois l’accusation d’être « ennuyeux ».
D’autre part, l’Américain a toujours insisté sur le fait que sa motivation première pour jouer au tennis n’était pas la recherche de l’aisance matérielle, mais l’amour du jeu et de la compétition,.

### Activités extra-tennistiques
Pete Sampras participe à diverses œuvres de charité telles que Tim and Tom Gullikson Foundation, Vitus Gerulaitis Youth Foundation, ou encore Kid’s Stuff Foundation. Il a également mis en place un programme appelé  Aces for Charity : à chaque fois que Sampras réussit un ace dans un match auquel il participe, il verse 100 $ à une organisation caritative.
Il a par ailleurs possédé des parts dans le capital du tournoi d’Indian Wells, parts qu’il a revendues en 2009 au milliardaire Larry Ellison.
En juin 2008, il publie son autobiographie, intitulé A Champion's Mind: Lessons from a Life in Tennis, écrite en collaboration avec le journaliste Peter Bodo.
Son personnage virtuel apparaît dans le douzième épisode de la saison 12 des Simpson. Il est présent aussi dans les jeux vidéo Pete Sampras Tennis, Sampras Tennis 96, Pete Sampras Tennis 97 ainsi que dans la première version de Top Spin.

### Vie privée
Pete Sampras a trois frères et sœurs. Il est marié à l'actrice Bridgette Wilson depuis 2000, avec qui il a eu deux enfants, nommés Christian Charles et Ryan Nikolaos. Il est chrétien orthodoxe. Il est atteint depuis sa naissance d'une thalassémie mineure, une maladie génétique provoquant l'anémie.
En dehors du tennis, les deux sports préférés de Sampras sont le golf et la formule 1. Il soutient également les Lakers de Los Angeles en NBA.

## Matchs importants

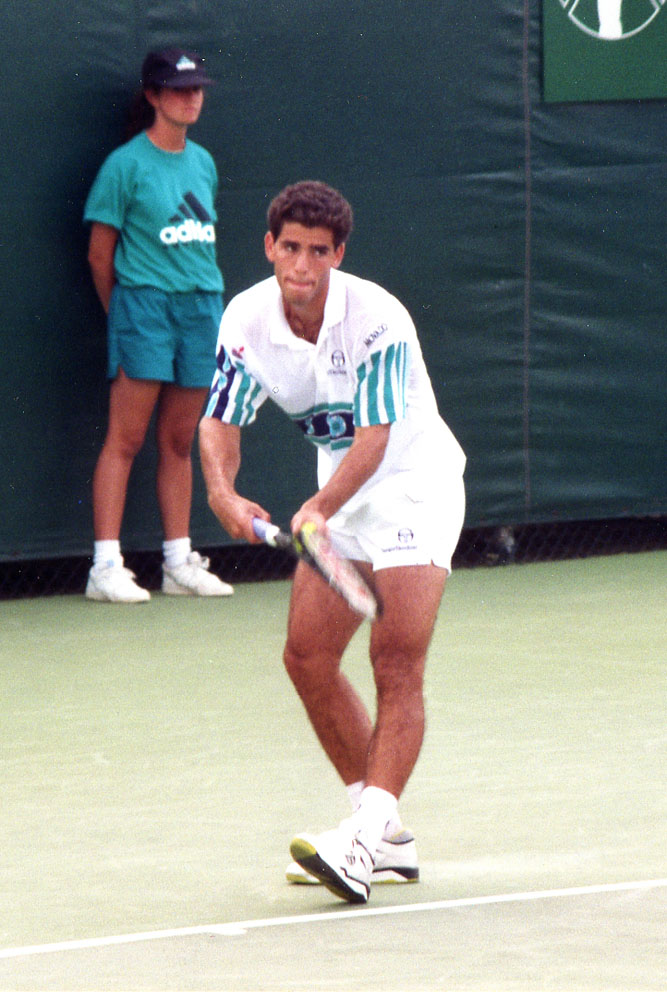
Pete Sampras au service (1992).

Quelques matchs marquants de la carrière de Pete Sampras :
- US Open 1990 (finale) : bat Andre Agassi (6-4, 6-3, 6-2). Première victoire dans un tournoi du Grand Chelem.
- Open d'Australie 1995 (1/4 finale) : bat Jim Courier (64-7, 63-7, 6-3, 6-4, 6-3). Lors de ce match hors du commun, Sampras fond en larmes à l'entame de la cinquième manche. L'entraîneur de Sampras, Tim Gullikson, souffrant d'un cancer du cerveau, venait d'être victime d'une attaque cérébrale et avait dû quitter Melbourne précipitamment plus tôt dans la journée.
- Wimbledon 1995 (finale) : bat Boris Becker (6-7, 6-2, 6-4, 6-2). Victoire face à l'un des meilleurs joueurs sur gazon de l'époque.
- Coupe Davis 1995 (finale) : bat Andrei Chesnokov (3-6, 6-4, 6-3, 6-7, 6-4). En Russie, sur terre battue, Sampras fait face à un spécialiste de la surface qu'il aime le moins. Alors qu'il commence à montrer des signes de grande fatigue après la perte du 4e set, l'Américain parvient finalement à aller au bout de lui-même pour donner le premier point à son équipe. Il termine le match effondré, porté par ses coéquipiers pour regagner les vestiaires[94].
- Wimbledon 1996 (1/4 finale) : perd contre Richard Krajicek (7-5, 7-6, 6-4), futur vainqueur du tournoi. Seule défaite à Wimbledon entre 1993 et 2000 (inclus).
- US Open 1996 (1/4 finale) : bat Àlex Corretja (7-6, 5-7, 5-7, 6-4, 7-6). En étant malade (il a vomi à deux reprises sur le court), Sampras sauve une balle de match et s'impose. Il sera soigné par intraveineuse à la fin du match, et gagnera le tournoi quelques jours plus tard.
- Masters Cup 1996 (finale) : bat Boris Becker (3-6, 7-6, 7-6, 6-7, 6-4). Après une saison éprouvante pour les deux joueurs, Sampras et Becker s'affrontent sur la moquette de Hanovre dans un match long de plus de quatre heures. Dans le jeu décisif du quatrième set, Sampras a une balle de match, mais Becker, porté par le public, égalise à deux manches partout et oblige Sampras à disputer un 5e set décisif. Celui-ci paraît épuisé physiquement et mentalement, mais il parvient à trouver la force pour revenir au score et finalement s'imposer.
- Wimbledon 1998 (finale) : bat Goran Ivanišević (6-7, 7-6, 6-4, 3-6, 6-2). Seule finale de Grand Chelem remportée en 5 sets par Sampras.
- US Open 1998 (1/2 finale) : perd contre Patrick Rafter (6-7, 6-4, 2-6, 6-4, 6-3). Rencontre face à un rival au style de jeu similaire. Une blessure à la jambe commence à gêner Sampras à partir du troisième set, alors que le match semblait tourner en sa faveur. À noter le contexte rendu tendu par des déclarations agressives de l'Américain envers Rafter quelques semaines plus tôt[95].
- Wimbledon 1999 (finale) : bat Andre Agassi (6-3, 6-4, 7-5).
- Masters Cup 1999, à Hanovre : bat Andre Agassi (6-1, 7-5, 6-4) Sampras domine largement Agassi dans le premier set. Cet exploit reste marquant par le fait que, à la suite d'une blessure, Sampras avait été tenu éloigné des cours durant quatre mois[96].
- Open d'Australie 2000 (1/2 finale) : perd contre Andre Agassi (6-4, 3-6, 6-7, 7-6, 6-1). Un très beau match entre les deux rivaux. Soigné dans le quatrième set, Pete Sampras refuse d'abandonner malgré des difficultés à jouer en revers et à servir[97].
- Wimbledon 2001 (1/8 finale) : perd contre Roger Federer (7-6, 5-7, 6-4, 6-7, 7-5). Fin d'une série de 31 victoires consécutives et première défaite en 5 sets à Wimbledon. Sampras laisse échapper la victoire en échouant sur deux balles de break à 4-4 dans le 5e set, face à un Federer qui pratiquait encore le service-volée. Il s'agit là de la seule rencontre entre les deux hommes[98].
- US Open 2001 (1/4 finale) : bat Andre Agassi (6-7, 7-6, 7-6, 7-6). Un match incroyable où aucun des deux joueurs ne s'est fait breaker durant toute la rencontre. Le public américain, enchanté par le spectacle, a longuement ovationné les deux joueurs avant le quatrième tie-break[99].
- US Open 2002 (finale) : bat Andre Agassi (6-3, 6-4, 5-7, 6-4). Encore un affrontement face à son éternel rival, douze ans après son premier titre en Grand Chelem, contre le même Agassi, mais c'est surtout la 14e victoire d'un tournoi du Grand Chelem pour Sampras (record battu depuis par Roger Federer, Rafael Nadal et Novak Djokovic). Il s'agit aussi du dernier match de sa carrière.